# 溶岩焼き
溶岩焼き（ようがんやき、熔岩焼きとも）とは、石焼きの一種で、天然の溶岩石製の溶岩石プレート（熔岩石プレートとも）で肉などを焼く調理法。また、この方法で調理された料理自体も溶岩焼きと呼ばれる。

## 溶岩石プレート
溶岩石プレートは、天然の溶岩石を切断加工して作った溶岩焼きに用いられる調理器具のこと。石焼きに利用される石板の一種。
石焼きに利用される石板は、加熱すると遠赤外線を発するとして宣伝される。
なお、溶岩石の性質により、庭石などに利用される事もあり、この場合も「溶岩石プレート」と呼ばれる事もある。